# ابن البلد (فلم 1998)
ابن البلد (بالإنجليزية: Homegrown) هو فيلم رفقاء، وكوميديا دراما وكوميديا إثارة أُصدر في 17 أبريل 1998. الفيلم من إنتاج ليكشور إنترتينمنت، ومن توزيع تري ستار بيكتشرز، وقد أخرجه ستيفن جيلينهال، وكَتَب السيناريو نيكولاس كازان وستيفن جيلينهال.

## القصة
تقع أحداث الفيلم في كاليفورنيا.

## طاقم التمثيل
- بيلي بوب ثورنتون
- جيمي لي كرتيس
- جدج راينهولد
- جيك جيلنهال
- تيد دانسون
- ماغي جيلنهال
- مات روز
- كيلي لينتش
- جون بون جوفي
- جون ليثغو
- جون تيني
- هانك آزاريا
- ريان فيليب
- ستيف كارل

## الإنتاج

### التصوير
صوّر الفيلم في متنزه غابة نيسي ماركس الوطني، ومتنزه هنري كويل ريدوودز الوطني، وسان فرانسيسكو وسانتا كروز، كاليفورنيا، وكان غريغ غاردينر مديرًا لتصوير الفيلم.

### الموسيقى
موسيقى الفيلم التصويرية من تلحين تريفور رابين.

## الاستقبال
حصل الفيلم على إيراداتٍ بلغت 77,910 دولار أمريكي عالميًّا.

## وصلات خارجية
- مقالات تستعمل روابط فنية بلا صلة مع ويكي بيانات